# Uniwersytet Concordia
Uniwersytet Concordia (fr. Université Concordia, ang. Concordia University) – kanadyjski uniwersytet dwujęzyczny w Montrealu, w Kanadzie.
W roku akademickim 2011-2012, w Uniwersytecie Concordia studiowało 45 954 studentów, tworząc w ten sposób jedną z największych uczelni w Kanadzie.

## Historia
Dzisiejszy uniwersytet jest efektem połączenia dwóch wyższych szkół w 1974 roku. Pierwszą z nich była powstała w połowie XIX wieku jezuicka Loyola College, a drugą szkołą był Sir George Williams University, zarządzany przez YMCA powstały w 1851 roku. Nazwa uniwersytetu pochodzi od słów Concordia Salus, które są mottem Montrealu.
24 sierpnia 1992 r. na uniwersytecie doszło do strzelaniny, w której zginęły 4 pracowników uczelni.
W roku 2008 doroczne wydanie rankingu uczelni wyższych Times Higher Education umieściło Uniwersytet Concordia na pozycji 20 w Kanadzie i 357 na świecie. Uniwersytet jest także znany jako jedna z najlepszych uczelni inżynierskich w Kanadzie.

## Znani absolwenci

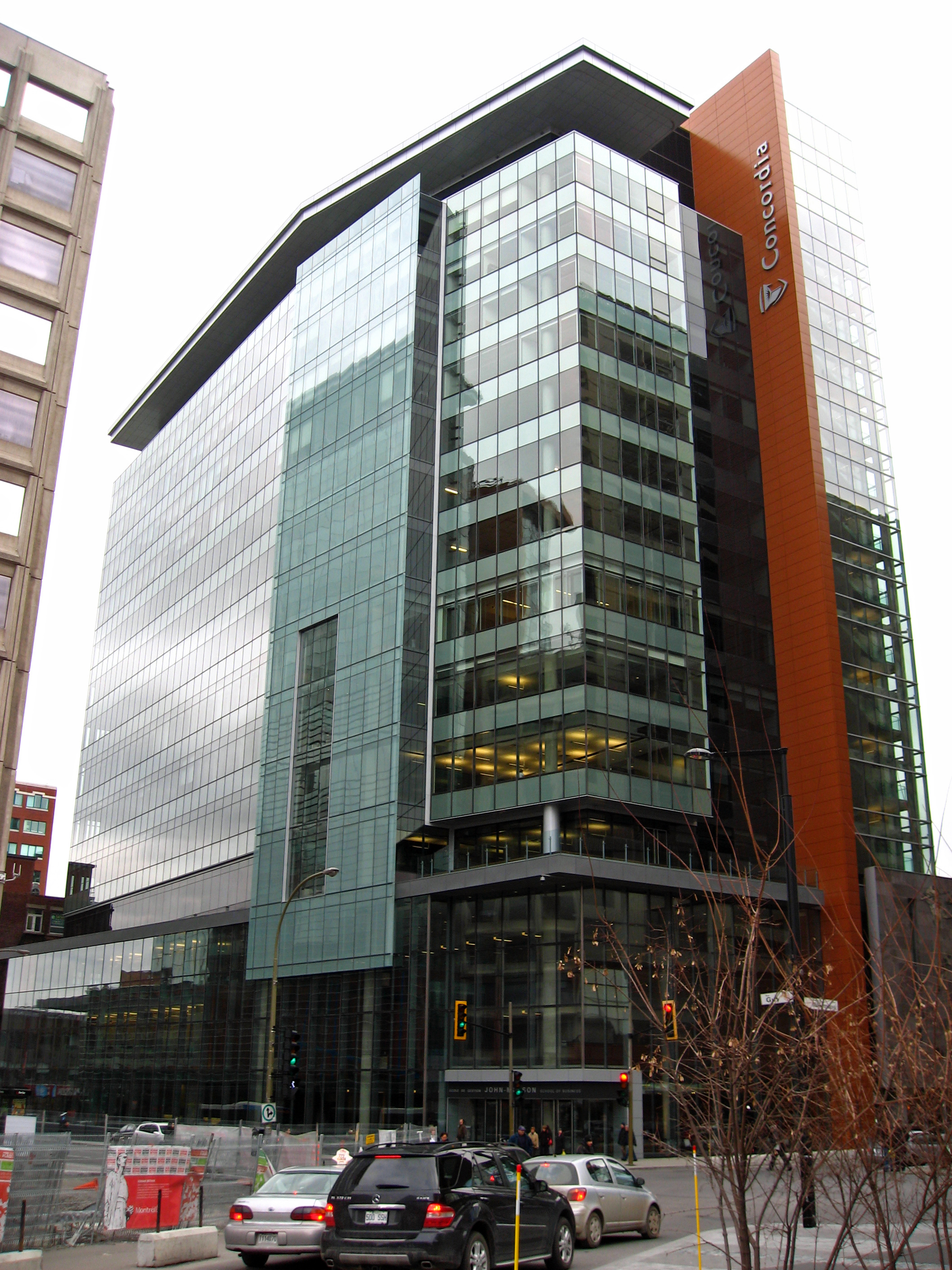
John Molson School of Business

- Rosie Douglas – były premier Dominiki
- Henry Mintzberg – profesor obecnie pracujący na McGill University
- Gordon O’Connor – kanadyjski minister
- E. Annie Proulx – autor
- Mordecai Richler – autor[7]
- Georges Vanier – były członek rządu Kanady[8]
- Melissa Auf der Maur – muzyk
- Torill Kove – animator

## Znani wykładowcy
- Margaret Atwood – pisarka kanadyjska
- Mordecai Richler – pisarz